# Tomás Lanzini
Tomás Lanzini (Ituzaingó, Buenos Aires, Argentina; 25 de noviembre de 1991) es un futbolista argentino, actualmente milita en la RB Linense de la Tercera RFEF de España.
Pasó por las inferiores de A. A. Argentinos Juniors previamente a llegar al C. A. Platense, donde hizo su debut a los 18 años.
Es hermano del futbolista Manuel Lanzini, actual futbolista del C. A. River Plate.

## Clubes
| Club                | País      | Año       | PJ  | Goles |
| ------------------- | --------- | --------- | --- | ----- |
| CA Platense         | Argentina | 2010-2011 | 37  | 2     |
| Unión San Felipe    | Chile     | 2011-2012 | 12  | 1     |
| CD Ñublense         | Chile     | 2012-2016 | 103 | 23    |
| Club Atlético Brown | Argentina | 2016-2017 | 1   | 0     |
| Encamp              | Andorra   | 2018-2019 | 16  | 1     |
| Unión San Felipe    | Chile     | 2019-2022 | 65  | 5     |
| Antequera CF        | España    | 2022-2024 | 38  | 7     |
| Torremolinos CF     | España    | 2024-2025 | 13  | 0     |
| RB Linense          | España    | 2025-act  | 0   | 0     |

## Palmarés

### Campeonatos nacionales
| Título                | Club            | País   | Año  |
| --------------------- | --------------- | ------ | ---- |
| Primera B de Chile    | Ñublense        | Chile  | 2012 |
| Segunda División RFEF | Antequera CF    | España | 2023 |
| Segunda División RFEF | Torremolinos CF | España | 2025 |